# InterVarsity Press
InterVarsity Press è una casa editrice statunitense di testi religiosi cristiani sia accademici che commerciali fondata nel 1947 dal ramo statunitense dell'InterVarsity Christian Fellowship, un'organizzazione evangelica internazionale che coinvolge studenti e professori in iniziative per la diffusione del culto cristiano all'interno di campus e università.
La sede è a Downers Grove, nello Sato dell'Illinois.

## Storia
L'InterVasity Press iniziò la propria attività nei primi anni '40 all'interno dei campus statunitensi per conto dell'InterVarsity Christian Fellowship, che era stata ufficialmente fondata nel '41. I libri erano stampati e importati dall'IntervasityPress britannica, finché nell'anno accademico 1943-1944 fu pubblicato Discovering the Gospel of Mark, il primo volume edito da un membro dell'IntervasityPress statunitense e sotto il nome di InterVarsity Christian Fellowship.
Soltanto a guerra finita, nel 1947, la IVP si dotò di un proprio programma editoriale pubblico, e da quel momento i libri iniziarono a riportare il marchio dell'InterVarsity Press.
Nel 1960 la sede fu trasferita da Havertown, in Pennsylvania, a Chicago, dove già si trovavano gli uffici dell'InterVarsity Christian Fellowship. Nel 1965, la IVP pubblicò il primo bestseller How to Give Away Your Faith di Paul Little e, l'anno successivo, stabilì la sede a Downers Grove, circa 30 miglia a ovest di Chicago. A gennaio del '95, dopo 29 anni trascorsi a Downers Grove, gli uffici furono mossi nuovamente vicino al centro di distribuzione e stoccaggio di Westmont, attivo dal '79.
Nel '68 Jim Nyquist e Jim Sire divennero rispettivamente il primo direttore e il primo caporedattore, occupati a tempo pieno nella IVP, che iniziò a pubblicare le opere di Francis Schaeffer, a partire da The God Who Is There. Nel corso degli anni '70 e '80, furono pubblicati molti dei libri chiave di IVP, tra cui Knowing God di JI Packer (nel '73), The Singer di Calvin Miller (nel '75), The Fight di John White (nel '76), The Universe Next Door di James W. Sire (nel '76), Out of the Saltshaker di Rebecca Manley Pippert (nel '79) e A Long Obedience in the Same Direction  di Eugene H. Peterson (nel 1980).
Nel 1984 Linda Doll divenne direttore dell'IVP. L'anno successivo vennero lanciati gli studi biblici LifeGuide, che superarono la tiratura di 10 milioni di copie. Dal '90 le succedette Ken DeRuiter, e, dal  '97, Bob Fryling.
Nei primi anni 2000, InterVarsity Press era gestita da circa 100 collaboratori, una catalogo che cresceva di circa 100 nuovi titoli all'anno, facendo movimentare verso gli intermediari e i clienti finali più di 2.3 milioni di copie.
Nel 2009 IVP ha vinto il premio Theologos.